# Blanfordimys
Blanfordimys (Argyropulo, 1933) è un genere di roditori della famiglia dei Cricetidi.

## Descrizione

### Dimensioni
Al genere Blanfordimys appartengono roditori di piccole dimensioni, con lunghezza della testa e del corpo tra 93 e 112 mm, la lunghezza della coda tra 20 e 30 mm e un peso fino a 34 g.

### Caratteristiche craniche e dentarie
Il cranio presenta una scatola cranica larga, appiattita e disposta più in alto. Le bolle timpaniche sono enormemente rigonfie.
Sono caratterizzati dalla seguente formula dentaria:

### Aspetto
La pelliccia è lunga e densa. Le parti dorsali variano dal giallo-brunastro al bruno-grigiastro, le parti inferiori sono biancastre. Le orecchie sono corte ed arrotondate, gli occhi relativamente grandi. La coda è corta e uniformemente colorata. Le femmine hanno quattro paia di mammelle.

## Distribuzione
Il genere è diffuso nell'Asia centrale, dal Turkmenistan meridionale fino all'Afghanistan.

## Tassonomia
Il genere comprende 2 specie.
- Blanfordimys afghanus
- Blanfordimys bucharensis